# Partit Liberal del Canadà
El Partit Liberal del Canadà (en anglès: Liberal Party of Canada; en francès: Parti libéral du Canada) és un partit federal al Canadà. Ha estat en el poder gran part del temps en el passat segle.

## Història
La dimissió de Pierre Elliott Trudeau el 1984 després de la caiguda en expectatives de vot, amb un 13% d'atur i un important dèficit fiscal, va portar al liderat del partit John Turner, qui no era diputat ni senador, i va prendre possessió com a primer ministre, ocupant el càrrec durant només 79 dies ja que va aconsellar al governador general que dissolgués anticipadament el Parlament poc després de prendre possessió. Va perdre les eleccions federals de Canadà de 1988 per una victòria aclaparadora contra els Conservadors Progressistes de Brian Mulroney en la segona pitjor derrota en escons fins llavors per a un partit governant. Turner va romandre com a líder Liberal i va liderar l'oposició durant els següents sis anys.
El NPD va aconseguir un rècord de 43 diputats a les eleccions federals de Canadà de 1988 però el Partit Liberal del Canadà va recollir la majoria dels beneficis d'oposar-se al Tractat de Lliure Comerç del Canadà i els Estats Units i emergir com l'alternativa al govern. La pluja d'atacs dels conservadors contra els liberals, així com la divisió de vots entre el Nou Partit Democràtic (NDP) i els liberals, els va ajudar a guanyar una segona majoria consecutiva.
En 1990 Jean Chrétien va convertir-se en el líder del partit, i nomenat primer ministre després de les eleccions federals del Canadà de 1993, quan derrotà amb el 49% del vot popular la conservadora Kim Campbell, i revalidà el càrrec per majoria absoluta als comicis de 1997 i el 2000. Durant el seu mandat es va constituir la nova província de Nunavut (1999), primera amb majoria de població indígena, i se celebrà un segon referèndum al Quebec (1995), que guanyaren els contraris al sobiranisme per un escàs marge de vots.
Paul Martin va succeir el 14 de novembre de 2003 a Jean Chrétien com a líder del Partit Liberal i esdevingué en primer ministre el 12 de desembre d'aquell mateix any. Després de les eleccions federals del Canadà de 2004, Martin va mantenir el poder tot i que passà a liderar un govern en minoria amb el suport extern del Nou Partit Democràtic (NPD) de Jack Layton. Sota el lideratge de Martin, el govern federal va arribar a l'Acord de Kelowna de 2006, un consens amb els pobles indígenes, nacions métis i líders inuits del Canadà per eliminar els dèficits de les Primeres Nacions en finançament, salut, educació i habitatge.
Forçat per una moció de confiança de Partit Conservador del Canadà (PCC), Bloc Québécois i NPD el 28 de novembre de 2005, convocà eleccions anticipades el 2006, que van ser guanyades amb un estret marge pels conservadors de Stephen Harper, que formà govern en minoria. Els mals resultats a les eleccions van provocar que Martin refusés convertir-se en líder opositor, continuant com a líder del partit liberal fins una nova convenció del partit lliurant les seves funcions parlamentàries al líder provisional Bill Graham. i el 18 de març de 2006 dimití com a líder del partit, deixant el càrrec en mans de Graham.
Michael Ignatieff es va proposar per a líder del Partit Liberal, sent vençut per Stéphane Dion, però va renunciar pels mals resultats a les eleccions federals de Canadà de 2008.
Ignatieff va ser líder interí des de novembre fins que finalment va ser elegit líder el maig de 2009, però també va dimitir pels mals resultats a les eleccions federals del Canadà de 2011, en què va el partit va quedar tercer i l'oposició va quedar en mans del NDP. Bob Rae va agafar el relleu de manera provisional

### Justin Trudeau
L'abril de 2013 Justin Trudeau va ser escollit nou líder amb el 80,1% dels 104.000 vots emesos competint amb cinc altres candidatures, Martin Cauchon, Deborah Coyne, Martha Hall Findlay, Joyce Murray i Karen McCrimmon.
El partit va guanyar amb majoria absoluta a les eleccions federals del Canadà de 2015 i Justin Trudeau va convertir-se en primer ministre. Tant a les eleccions federals del Canadà de 2019 com en les del 2021, el partit va ser reelegit fent un govern en minoria encapçalat per Trudeau. A principis de setembre de 2024 el NDP li va retirar el suport, i tot això va suparar una moció de confiança del partit conservador el 25 de setembre, però finalment el 6 de gener de 2025 va dimitir com a primer ministre i com a líder del partit liberal.

### Mack Carney
Trudeau fou rellevat per Mark Carney, exgovernador del Banc del Canadà i del Banc d'Anglaterra i que es va imposar a l'exviceprimera ministra de Finances Chrystia Freeland. Carney va guanyar les eleccions federals de Canadà de 2025, instal·lant un nou govern liberal en minoria.

## Resultats electorals

### House of Commons
| Electcció | Líder               | Vots      | %     | Escons    | +/– | Posició | Govern   |
| --------- | ------------------- | --------- | ----- | --------- | --- | ------- | -------- |
| 1867      | George Brown        | 60,818    | 22.70 | 62 / 180  | 62  | 2n      | Oposició |
| 1872      | Edward Blake        | 110,556   | 34.70 | 95 / 200  | 33  | = 2n    | Oposició |
| 1874      | Alexander Mackenzie | 128,455   | 39.50 | 129 / 206 | 34  | 1r      | Majoria  |
| 1878      | Alexander Mackenzie | 180,074   | 33.10 | 63 / 206  | 66  | 2n      | Oposició |
| 1882      | Edward Blake        | 160,547   | 31.10 | 73 / 211  | 10  | = 2n    | Oposició |
| 1887      | Edward Blake        | 312,736   | 43.10 | 80 / 215  | 7   | = 2n    | Oposició |
| 1891      | Wilfrid Laurier     | 350,512   | 45.20 | 90 / 215  | 10  | = 2n    | Oposició |
| 1896      | Wilfrid Laurier     | 401,425   | 41.40 | 117 / 213 | 27  | 1r      | Majoria  |
| 1900      | Wilfrid Laurier     | 477,758   | 50.30 | 128 / 213 | 11  | = 1r    | Majoria  |
| 1904      | Wilfrid Laurier     | 521,041   | 50.90 | 137 / 214 | 9   | = 1r    | Majoria  |
| 1908      | Wilfrid Laurier     | 570,311   | 48.90 | 133 / 221 | 4   | = 1r    | Majoria  |
| 1911      | Wilfrid Laurier     | 596,871   | 45.82 | 85 / 221  | 48  | 2n      | Oposició |
| 1917      | Wilfrid Laurier     | 729,756   | 38.80 | 82 / 235  | 3   | 2n      | Oposició |
| 1921      | Mackenzie King      | 1,285,998 | 41.15 | 118 / 235 | 36  | 1r      | Majoria  |
| 1925      | Mackenzie King      | 1,252,684 | 39.74 | 100 / 245 | 18  | 2n      | Minoria  |
| 1925      | Mackenzie King      | 1,252,684 | 39.74 | 100 / 245 | 18  | 2n      | Oposició |
| 1926      | Mackenzie King      | 1,397,031 | 42.90 | 116 / 245 | 16  | 1r      | Minoria  |
| 1930      | Mackenzie King      | 1,716,798 | 45.50 | 89 / 245  | 27  | 2n      | Oposició |
| 1935      | Mackenzie King      | 1,967,839 | 44.68 | 173 / 245 | 84  | 1r      | Majoria  |
| 1940      | Mackenzie King      | 2,365,979 | 51.32 | 179 / 245 | 6   | = 1r    | Majoria  |
| 1945      | Mackenzie King      | 2,086,545 | 39.78 | 118 / 245 | 61  | = 1r    | Minoria  |
| 1949      | Louis St. Laurent   | 2,874,813 | 49.15 | 191 / 262 | 73  | = 1r    | Majoria  |
| 1953      | Louis St. Laurent   | 2,731,633 | 48.43 | 169 / 265 | 22  | = 1r    | Majoria  |
| 1957      | Louis St. Laurent   | 2,702,573 | 40.50 | 105 / 265 | 64  | 2n      | Oposició |
| 1958      | Lester Pearson      | 2,432,953 | 33.40 | 48 / 265  | 57  | = 2n    | Oposició |
| 1962      | Lester Pearson      | 2,846,589 | 36.97 | 99 / 265  | 51  | = 2n    | Oposició |
| 1963      | Lester Pearson      | 3,276,996 | 41.48 | 128 / 265 | 29  | 1r      | Minoria  |
| 1965      | Lester Pearson      | 3,099,521 | 40.18 | 131 / 265 | 3   | = 1r    | Minoria  |
| 1968      | Pierre Trudeau      | 3,686,801 | 45.37 | 154 / 264 | 23  | = 1r    | Majoria  |
| 1972      | Pierre Trudeau      | 3,717,804 | 38.42 | 109 / 264 | 45  | = 1r    | Minoria  |
| 1974      | Pierre Trudeau      | 4,102,853 | 43.15 | 141 / 264 | 32  | = 1r    | Majoria  |
| 1979      | Pierre Trudeau      | 4,595,319 | 40.11 | 114 / 282 | 27  | 2n      | Oposició |
| 1980      | Pierre Trudeau      | 4,855,425 | 44.34 | 147 / 282 | 33  | 1r      | Majoria  |
| 1984      | John Turner         | 3,516,486 | 28.02 | 40 / 282  | 107 | 2n      | Oposició |
| 1988      | John Turner         | 4,205,072 | 31.92 | 83 / 295  | 43  | = 2n    | Oposició |
| 1993      | Jean Chrétien       | 5,647,952 | 41.24 | 177 / 295 | 94  | 1r      | Majoria  |
| 1997      | Jean Chrétien       | 4,994,277 | 38.46 | 155 / 301 | 22  | = 1r    | Majoria  |
| 2000      | Jean Chrétien       | 5,252,031 | 40.85 | 172 / 301 | 17  | = 1r    | Majoria  |
| 2004      | Paul Martin         | 4,982,220 | 36.73 | 135 / 308 | 37  | = 1r    | Minoria  |
| 2006      | Paul Martin         | 4,479,415 | 30.23 | 103 / 308 | 32  | 2n      | Oposició |
| 2008      | Stéphane Dion       | 3,633,185 | 26.26 | 77 / 308  | 26  | = 2n    | Oposició |
| 2011      | Michael Ignatieff   | 2,783,175 | 18.91 | 34 / 308  | 43  | 3rd     | Oposició |
| 2015      | Justin Trudeau      | 6,928,055 | 39.47 | 184 / 338 | 150 | 1r      | Majoria  |
| 2019      | Justin Trudeau      | 6,018,728 | 33.12 | 157 / 338 | 27  | = 1r    | Minoria  |
| 2021      | Justin Trudeau      | 5,556,629 | 32.62 | 160 / 338 | 3   | = 1r    | Minoria  |
| 2025      | Mark Carney         | 8,595,506 | 43.76 | 169 / 343 | 9   | = 1r    | Minoria  |

## Membres destacats
- François Bourassa
- Pierre Elliott Trudeau
- Jean Chrétien
- Paul Martin
- Ahmed Hussen
- Justin Trudeau